# 過ぎ行く風はみどり色
過ぎ行く風はみどり色（すぎゆくかぜはみどりいろ）は、倉知淳の推理小説。猫丸先輩シリーズの第2作目であり、2015年1月現在、シリーズ唯一の長編である。また、倉知淳にとっても初の長編小説である。

## あらすじ
一代で財を成した元不動産業者の方城兵馬は、邪険な扱いしかしなかった亡き妻に謝罪したいと考えていた。その願いを叶えるため、長男の直嗣は霊媒師を連れてくる。その霊媒師は自宅で降霊会を開いて霊魂を呼び出そうとするが、そのインチキを暴こうとする超常現象の研究者までがやって来て、方城家は騒然となる。そんな中、兵馬が密室状態の自宅の離れで撲殺されてしまう。霊媒師は悪霊の仕業と主張し、調伏のために開かれた降霊会の席上でも第二の惨劇が起きてしまう…。方城家を襲う奇怪な連続不可能殺人事件に挑むのは、兵馬の孫・成一の大学時代の先輩である猫丸であった。

## 登場人物
- 猫丸先輩 - 詳細は猫丸先輩シリーズを参照
- 方城兵馬 - 引退した不動産業者
- 方城初江 - 兵馬の妻、故人
- 方城多喜枝 - 兵馬の長女
- 方城勝行 - 多喜枝の夫
- 方城成一 - 多喜枝と勝行の息子
- 方城美亜 - 多喜枝と勝行の娘
- 方城直嗣 - 兵馬の長男、独身
- 藤重佐知枝 - 兵馬の次女、故人
- 藤重圭吾 - 佐知枝の夫、故人
- 藤重佐枝子 - 佐知枝と圭吾の娘
- 清里フミ - 方城家の家政婦
- 清里栄吉 - フミの夫、故人
- 穴山慈雲斎 - 霊媒師
- 神代和也 - 正径大学心理学科助手
- 大山内渉 - 正径大学心理学科助手

## 書籍情報
- 1995年6月30日 - 創元クライム・クラブ、ISBN 4488012736
- 2003年7月18日 - 創元推理文庫、ISBN 4-488-42103-2